# Fly (Nickelback)
Fly è il primo singolo pubblicato dalla band canadese Nickelback. La canzone apparve anche nell'EP d'esordio Hesher e successivamente fu inclusa nel primo album del gruppo Curb nel 1996. Fly andò in rotazione nelle radio locali, ma non entrò in classifica.

## Video musicale
Per il video di Fly è stato usato il film indipendente canadese Horsey, le immagini del film compaiono quindi nel video musicale della canzone, incrociato con riprese della band che suona. Il video della band è stato girato in uno studio della Justice Institute of British Columbia. La clip è stata pubblicata il 13 giugno 1997. MuchMusic è stato l'unico canale TV a riprodurre il filmato.

## Formazione
- Chad Kroeger - voce, chitarra solista
- Ryan Peake - chitarra ritmica, seconda voce
- Mike Kroeger - basso
- Brandon Kroeger - batteria

### Altri musicisti
- Jeff Boyd - chitarra ritmica